# م.ف.ر.د.ف

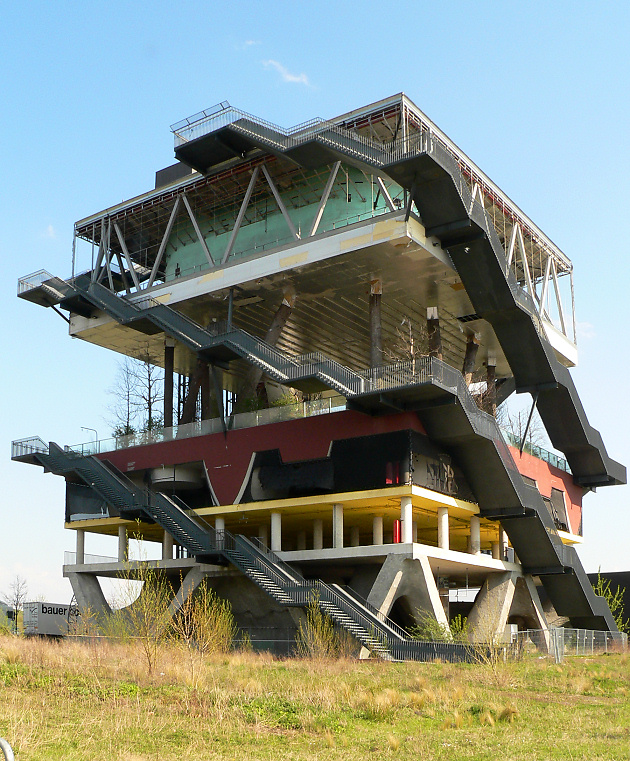
Pavillon Niederlande 2008

مفردف (بالهولندية: MVRDV) هو مكتب معماري في روتردام، هولندا، تأسس في عام 1993. الاسم هو اختصار للأعضاء المؤسسين: ويني ماس (1959)، وجاكوب فان ريس (1964)، و‌ناتالي دي فريس (1965). عمل ماس وفان ريج في أوما، وعملت دي فريس في ميكانو قبل البدء مع مفردف.

## معرض صور

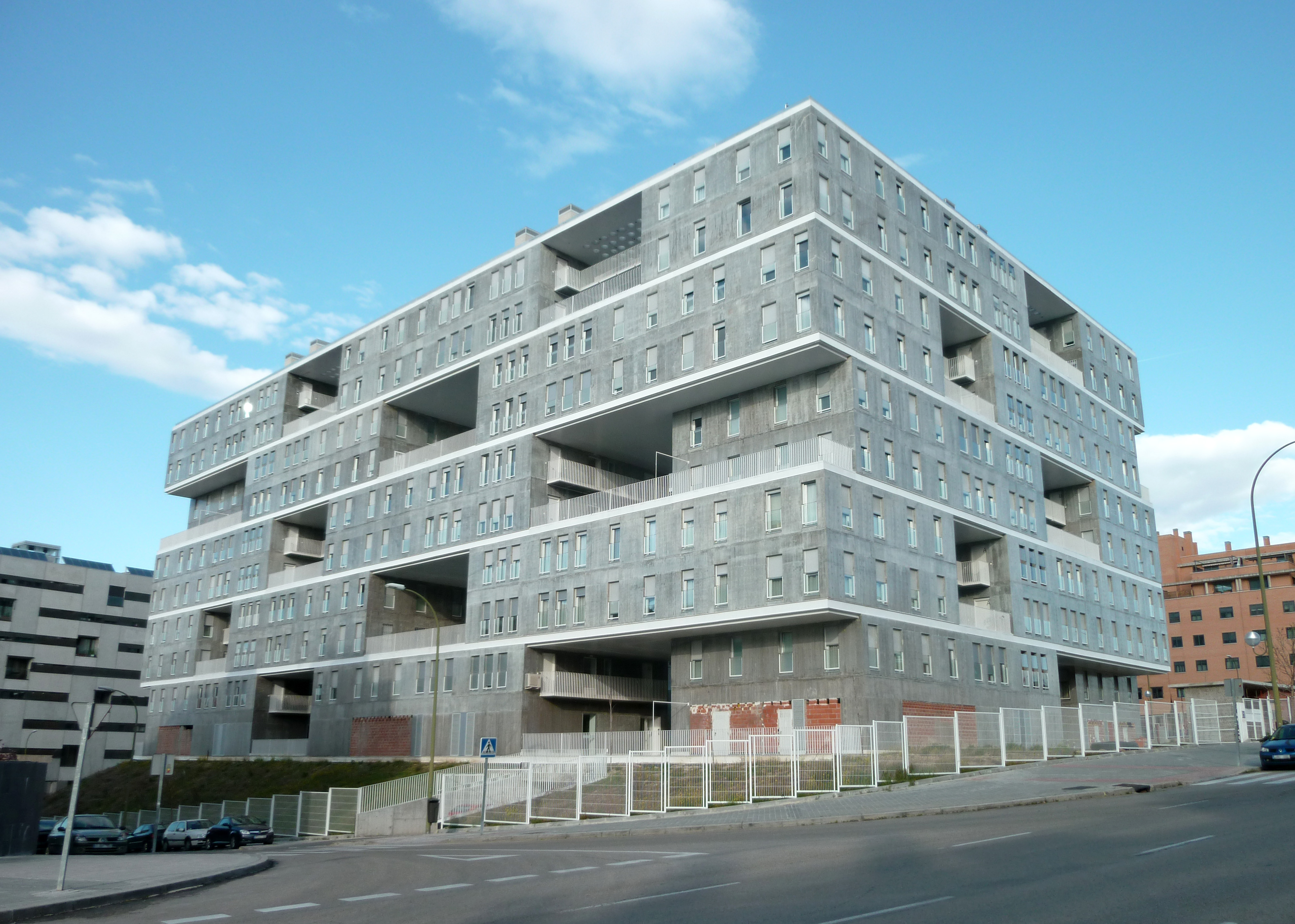
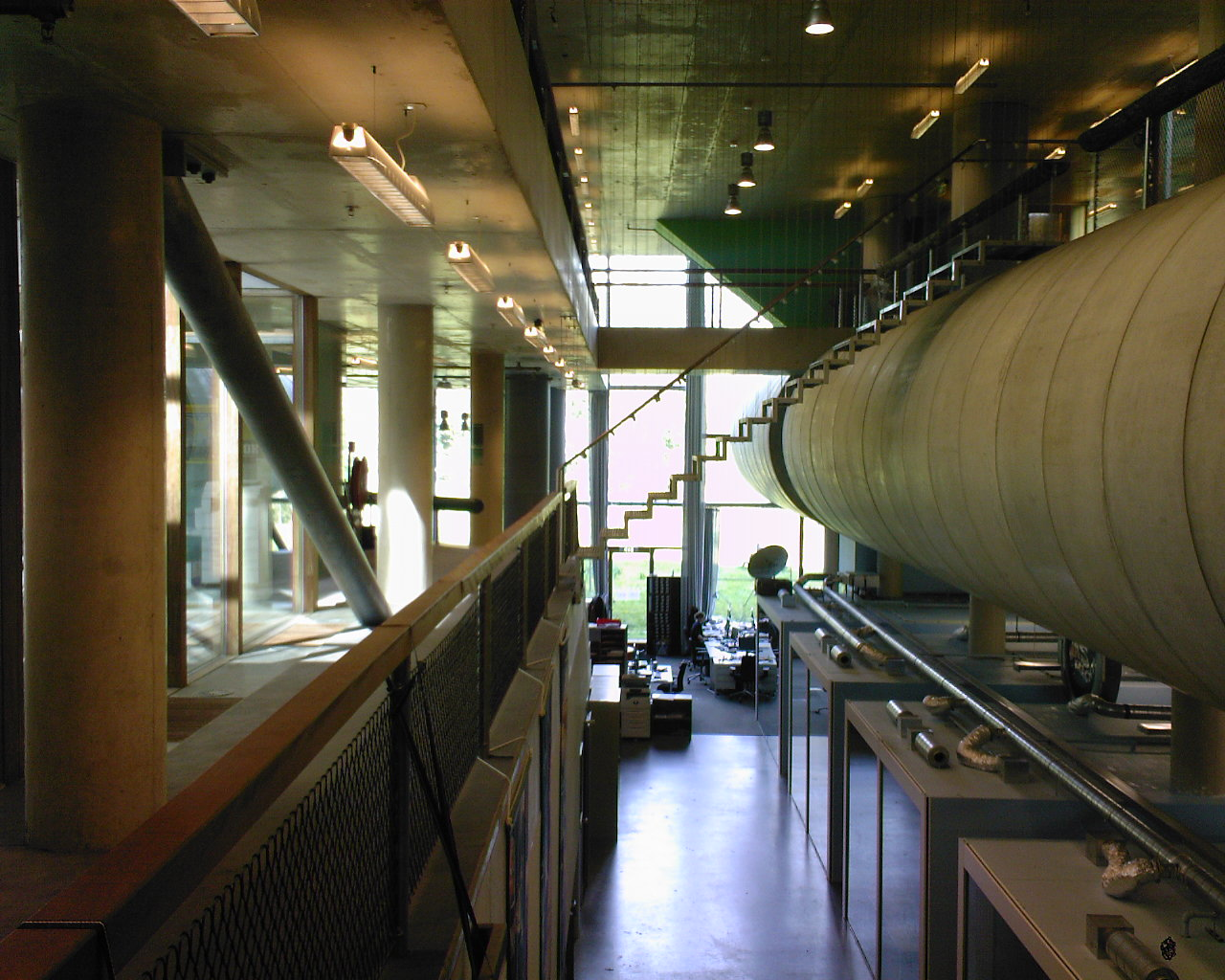
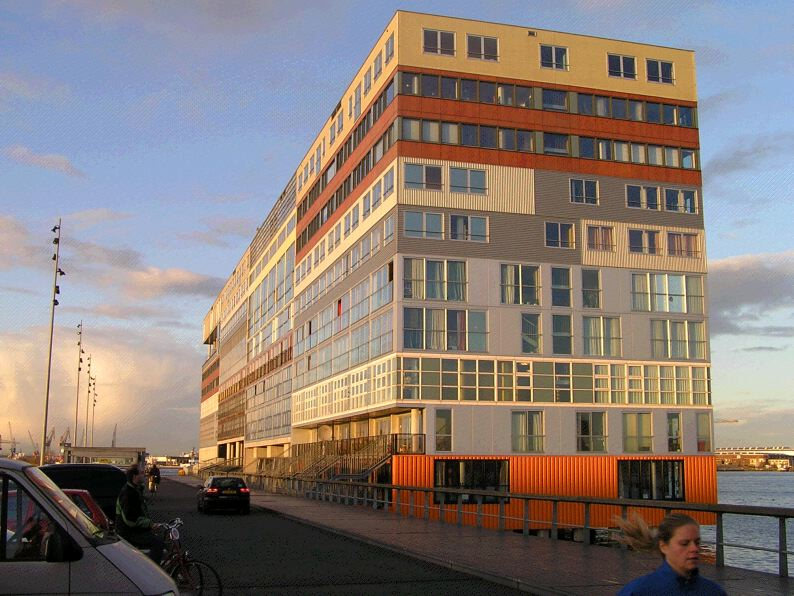
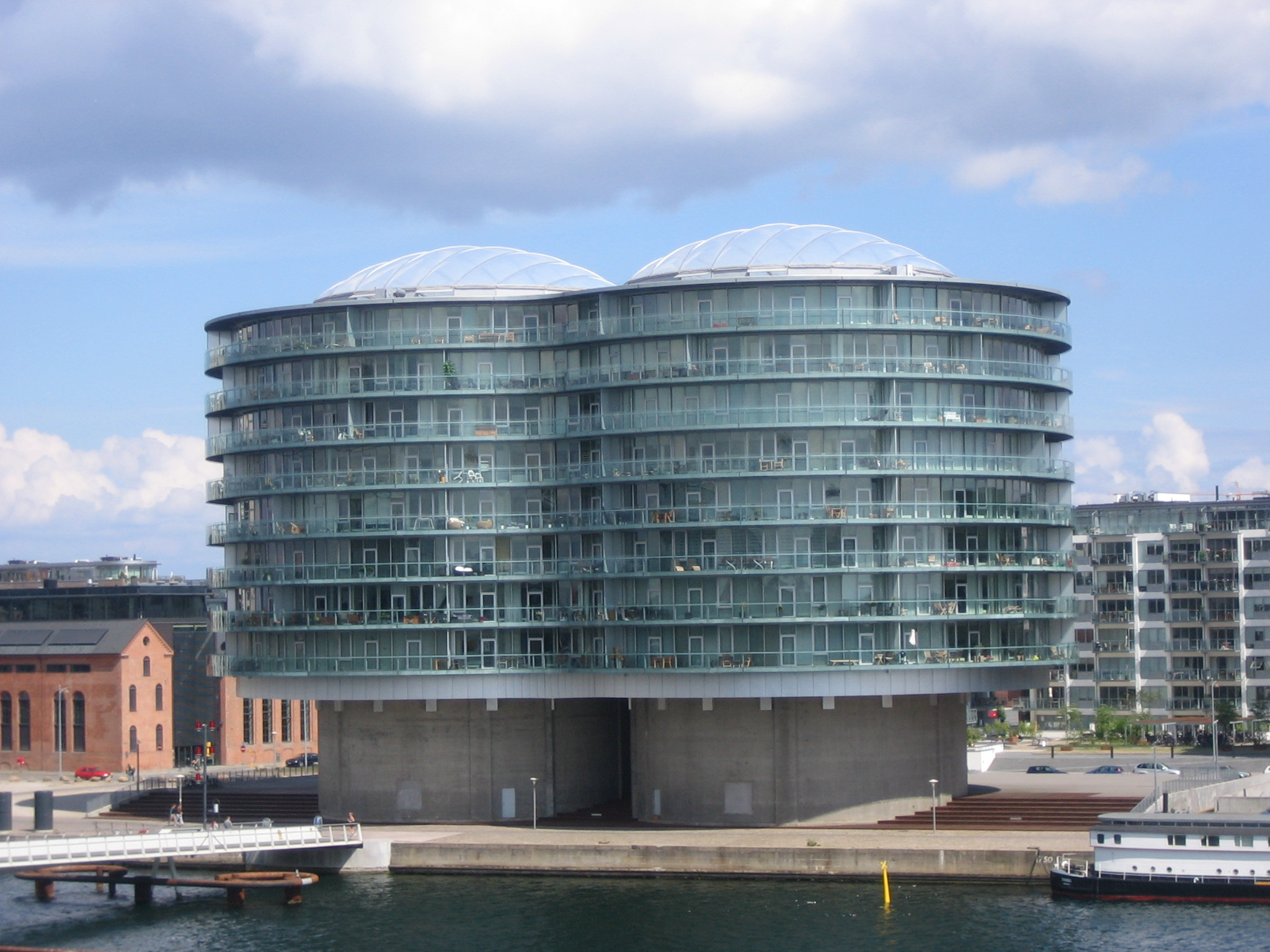
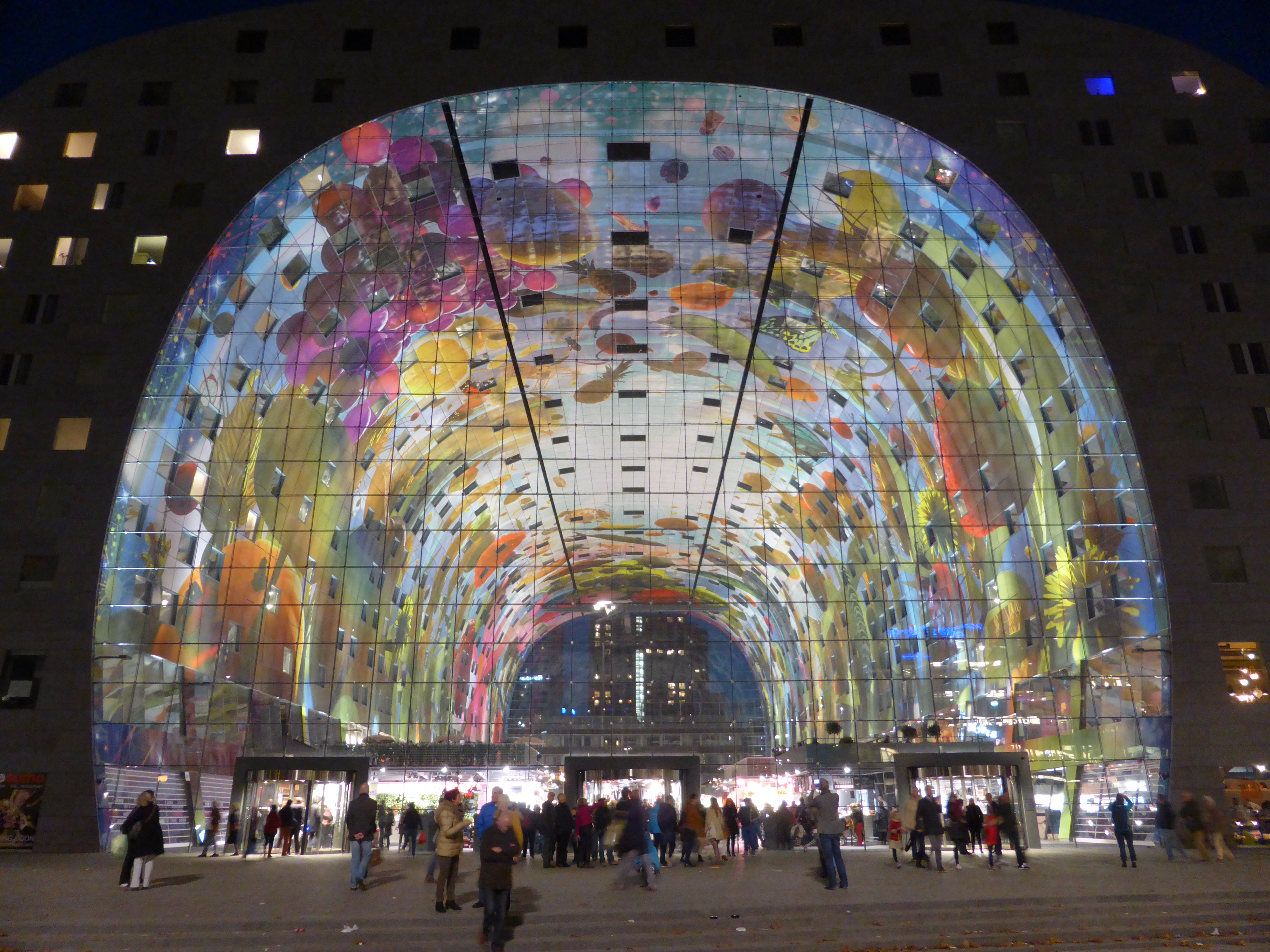